# Huang Yaqiong
Dans ce nom chinois, le nom de famille, Huang, précède le nom personnel.
Huang Yaqiong (chinois simplifié : 黄雅琼), née le 28 février 1994 dans la province de Zhejiang est une joueuse de badminton chinoise, spécialiste du double.

## Palmarès

### Championnats du monde
Lors de l'édition 2018 disputée à Nankin (Chine), Huang Yaqiong remporte le titre en double mixte associée à Zheng Siwei. Ils sont têtes de série numéro 1 et battent en finale leurs compatriotes Wang Yilyu et Huang Dongping, têtes de série numéro 2. En 2019 ils rééditent leur performance à Bâle (Suisse) face aux thaïlandais Dechapol Puavaranukroh et Sapsiree Taerattanachai. 

### Championnats d'Asie
Lors des Championnats d'Asie 2017 (en), Huang Yaqiong obtient la médaille d'or en double mixte, associée à Lu Kai.
Avec Zheng Siwei, elle décroche une médaille de bronze lors de l'édition 2018 (en).

### Par équipes

#### Sudirman Cup
Huang Yaqiong fait partie de l'équipe chinoise lors de la Sudirman Cup 2017 qui se déroule à Gold Coast en Australie. La Chine y décroche une médaille d'argent, défaite en finale par la Corée du Sud. En double mixte avec Lu Kai, elle dispute un match en phase de poule, un autre en quart de finale et le double mixte décisif en finale qui est perdu en 2 sets.

#### Uber Cup
En 2018, Huang Yaqiong fait partie de l'équipe chinoise qui se rend en Thaïlande pour prendre part à la compétition. Les Chinoises sont éliminées en demi-finale 3 à 2 par la Thaïlande. Elle dispute deux doubles dames en phase de poule et un en demi-finale, associée à Tang Jinhua.

### Parcours junior
| Année     | Épreuve        | Partenaire | Résultat |
| --------- | -------------- | ---------- | -------- |
| 2012 (en) | Par équipes    | -          | Or       |
| 2012 (en) | Doubles filles | Yu Xiaohan | Argent   |
| 2012 (en) | Double mixte   | Wang Yilyu | Bronze   |

| Année     | Épreuve       | Partenaire | Résultat |
| --------- | ------------- | ---------- | -------- |
| 2011 (en) | Par équipes   | -          | Or       |
| 2012 (en) | Double filles | Yu Xiaohan | Argent   |
| 2012 (en) | Par équipes   | -          | Argent   |

### Tournois
| Année | Tournoi              | Catégorie                | Partenaire    | Résultat  |
| ----- | -------------------- | ------------------------ | ------------- | --------- |
| 2017  | Open de Corée du Sud | BWF Super Series         | Yu Xiaohan    | Vainqueur |
| 2017  | Open de Macao        | BWF Grand Prix Gold      | Yu Xiaohan    | Vainqueur |
| 2017  | Masters de Chine     | BWF Grand Prix Gold      | Tang Jinhua   | Finaliste |
| 2017  | Open de Malaisie     | BWF Super Series Premier | Tang Jinhua   | Finaliste |
| 2016  | Open d'Allemagne     | BWF Grand Prix Gold      | Tang Jinhua   | Vainqueur |
| 2015  | Open de France       | BWF Super Series         | Tang Jinhua   | Vainqueur |
| 2014  | Open de Macao        | BWF Grand Prix Gold      | Zhong Qianxin | Finaliste |
| 2014  | Masters de Chine     | BWF Grand Prix Gold      | Yu Xiaohan    | Finaliste |
| 2014  | Masters de Malaisie  | BWF Grand Prix Gold      | Yu Xiaohan    | Vainqueur |
| 2014  | Open GPG d'Inde      | BWF Grand Prix Gold      | Yu Xiaohan    | Finaliste |
| 2013  | Open de Macao        | BWF Grand Prix Gold      | Yu Xiaohan    | Finaliste |
| 2013  | Open du Canada       | BWF Grand Prix           | Yu Xiaohan    | Vainqueur |
| 2013  | Open des États-Unis  | BWF Grand Prix Gold      | Yu Xiaohan    | Finaliste |

| Année | Tournoi             | Catégorie                | Partenaire  | Résultat  |
| ----- | ------------------- | ------------------------ | ----------- | --------- |
| 2023  | Open d'Angleterre   | Super 1000               | Zheng Siwei | Vainqueur |
| 2022  | Open de France      | Super 750                | Zheng Siwei | Vainqueur |
| 2022  | Open du Danemark    | Super 750                | Zheng Siwei | Vainqueur |
| 2022  | Masters de Malaisie | Super 500                | Zheng Siwei | Vainqueur |
| 2022  | Open de Malaisie    | Super 750                | Zheng Siwei | Vainqueur |
| 2022  | Open d'Indonésie    | Super 1000               | Zheng Siwei | Vainqueur |
| 2022  | Masters d'Indonésie | Super 500                | Zheng Siwei | Vainqueur |
| 2018  | Open de Malaisie    | Super 750                | Zheng Siwei | Vainqueur |
| 2018  | Open d'Angleterre   | Super 1000               | Zheng Siwei | Finaliste |
| 2018  | Masters d'Indonésie | Super 500                | Zheng Siwei | Vainqueur |
| 2018  | Masters de Malaisie | Super 500                | Zheng Siwei | Finaliste |
| 2017  | Open de Hong Kong   | BWF Super Series         | Zheng Siwei | Vainqueur |
| 2017  | Open de Chine       | BWF Super Series Premier | Zheng Siwei | Vainqueur |
| 2017  | Open de Macao       | BWF Grand Prix Gold      | Zheng Siwei | Vainqueur |
| 2017  | Open de Singapour   | BWF Super Series         | Lu Kai      | Vainqueur |
| 2017  | Open de Malaisie    | BWF Super Series Premier | Lu Kai      | Finaliste |
| 2017  | Open d'Inde         | BWF Super Series         | Lu Kai      | Vainqueur |
| 2017  | Open d'Angleterre   | BWF Super Series Premier | Lu Kai      | Finaliste |
| 2017  | Open d'Allemagne    | BWF Grand Prix Gold      | Lu Kai      | Finaliste |
| 2016  | Open d'Australie    | BWF Super Series         | Lu Kai      | Vainqueur |
| 2016  | Open d'Inde         | BWF Super Series         | Lu Kai      | Vainqueur |
| 2015  | Open de Singapour   | BWF Super Series         | Lu Kai      | Finaliste |
| 2015  | Open de Suisse      | BWF Grand Prix Gold      | Lu Kai      | Vainqueur |
| 2014  | Masters de Chine    | BWF Grand Prix Gold      | Lu Kai      | Vainqueur |
| 2014  | Masters de Malaisie | BWF Grand Prix Gold      | Lu Kai      | Vainqueur |
| 2014  | Open GPG d'Inde     | BWF Grand Prix Gold      | Lu Kai      | Vainqueur |
| 2013  | Open de Macao       | BWF Grand Prix Gold      | Lu Kai      | Vainqueur |
| 2013  | Open des États-Unis | BWF Grand Prix Gold      | Lu Kai      | Finaliste |